# Dipterygeae
Tribu
Classification phylogénétique
Les Dipterygeae sont une tribu de plantes à fleurs dicotylédones de la famille des Fabaceae, sous-famille des Faboideae, originaire des régions tropicales d'Amérique, qui compte 4 genres et 17 espèces.

## Liste des genres
Selon NCBI (15 août 2018) :
- Dipteryx Schreb.
- Monopteryx Spruce ex Benth.
- Pterodon Vogel
- Taralea Aubl.